# Zoster (Gürtel)
Der Zoster (altgriechisch ζωστήρ zōstḗr) war ein griechischer Gürtel.

## Beschreibung und Verwendung
Der Zoster war ein Gürtel aus Leder, der mit einer Schnalle aus Bronze verschlossen wurde. Männer trugen ihn in Kriegszeiten über dem Waffenrock oder über der Chiton. Er erfüllte auch den Zweck des Zusammenhaltes von Chiton und Himation. Er wurde später auch von Frauen getragen.

## Geschichte
Homer erwähnt den Zoster in der Odyssee, wo der Gürtel von den griechischen Kriegern verwendet wurde. Dieser Gürtel kam im 6. Jahrhundert v. Chr. auf und diente zunächst militärischen Zwecken. In der hellenistischen Zeit wurde er auch von Frauen getragen.